# How to Make an American Quilt
How to Make an American Quilt is een Amerikaanse film uit 1995 onder regie van Jocelyn Moorhouse. De film is gebaseerd op het gelijknamige boek van Whitney Otto en bracht in totaal $23 miljoen op. De acteurs werden voor hun samenspel gezamenlijk genomineerd voor een Screen Actors Guild Award.

## Verhaal
Finn Dodd is een 26-jarige vrouw die stopt met haar studie en haar vriend Sam voor drie maanden achterlaat om de zomer door te brengen bij haar grootmoeder en diens zus. Ze hoopt hier haar proefschrift af te schrijven en te ontdekken wat ze wil met haar toekomst. Ze overweegt te trouwen met Sam, maar raakt in de war als ze de aantrekkelijke zwemmer Leon ontmoet. Ze begint een stormachtige affaire met hem en vraagt zich af wat ze belangrijker vindt in een man: vriendschap (Sam) of passie (Leon).
Ondertussen leert ze haar grootmoeder Hyacinth 'Hy', oudtante Glady Joe en hun vrienden goed kennen. Ze werken allemaal samen aan het maken van dekens en dragen veel problemen uit het verleden met zich mee. Toen Hy en Glady Joe nog jong waren, deed Hy iets waarmee ze Glady's hart brak. Haar man lag op sterven en in een moment van zwakte ging ze naar bed met Glady's echtgenoot Arthur. Toen Glady dit te horen kreeg, ging ze door het lint en gooide alle porseleinen figuren kapot. In het heden heeft ze Hy nog steeds niet vergeven, maar ze leeft reeds wel met haar samen. Uiteindelijk realiseert ze dat de liefde voor haar zus sterker is dan het verraad.
Sophia is een vriend van Hy en Glady die Finn enkel kent als een gemene vrouw. Vroeger was ze echter een levendige en aantrekkelijke vrouw die een carrière als schoonspringster ambieerde. Toen ze trouwde gaf ze haar wensen op om een huisvrouw te worden, iets dat ze nooit heeft gewild. Om die reden is ze veranderd in een bittere vrouw. Haar man realiseert zich dat ze niet meer de avontuurlijke vrouw is die ze ooit was en laat haar op een dag achter. Eenmaal in het heden snapt ze wat haar man bedoelde en uiteindelijk besluit ze weer te gaan schoonspringen.
Toen Em nog jong was, trouwde ze met schilder Dean. Nog voordat ze een maand getrouwd waren, ging hij al vreemd. Ze vergaf hem, maar toen ze ontdekte dat hij nog een minnares had, verliet ze hem. Ze is inmiddels zwanger en trekt in bij haar ouders, maar zij dwingen haar uiteindelijk terug naar Dean te gaan. In het heden vertrouwt ze aan Finn toe dat ze hem alsnog gaat verlaten. Een van zijn minnaressen was Constance, een vrouw van wie de echtgenoot kwam te overlijden toen ze nog jong was.
Anna is een gekleurde vrouw die in het verleden werkte als dienstmeid voor een rijke familie en een affaire kreeg met zoon Beck. Ze raakt zwanger van hem en wordt verstoten door haar familie. Ze trekt in bij Glady en Hy en leert Glady hoe dekens gemaakt worden. Ze bevalt uiteindelijk van een dochter, Marianna. Als volwassene is zij een losbandige vrouw die jarenlang in Parijs heeft gewoond. Ze raadt Finn aan dat als ze trouwt, ze dit moet doen met de ware. Met advies van al de vrouwen in het huis, besluit Finn haar affaire met Leon te eindigen om te trouwen met Sam.

## Rolverdeling
| Acteur            | Personage                     |
| ----------------- | ----------------------------- |
| Winona Ryder      | Finn Dodd                     |
| Anne Bancroft     | Glady Joe Cleary              |
| Ellen Burstyn     | Hyacinth 'Hy' Dodd            |
| Lois Smith        | Sophia Darling Richards       |
| Jean Simmons      | Em Reed                       |
| Kate Nelligan     | Constance Saunders            |
| Maya Angelou      | Anna                          |
| Alfre Woodard     | Marianna                      |
| Dermot Mulroney   | Sam                           |
| Johnathon Schaech | Leon                          |
| Kate Capshaw      | Sally, Finns moeder           |
| Adam Baldwin      | Finns vader                   |
| Denis Arndt       | James                         |
| Rip Torn          | Arthur Cleary                 |
| Derrick O'Connor  | Dean Reed                     |
| Samantha Mathis   | Jonge Sophia Darling Richards |
| Loren Dean        | Jonge Preston Richards        |
| Melinda Dillon    | Mevrouw Darling               |
| Joanna Going      | Jonge Em Reed                 |
| Richard Jenkins   | Howell Saunders               |
| Jared Leto        | Beck                          |
| Claire Danes      | Jonge Glady Jo Cleary         |
| Alicia Goranson   | Jonge Hy                      |
| María Celedonio   | Jonge Anna                    |
| Holland Taylor    | Mevrouw Rubens                |